# Platoon
Platoon (títol original en anglès: Platoon) és una pel·lícula de 1986 sobre la guerra del Vietnam escrita i realitzada per Oliver Stone. En part està inspirada en la mateixa vida d'Oliver Stone que va anar voluntari a la guerra i va ser ferit dues vegades. La pel·lícula s'ha doblat al català.

## Argument
El 1967, el jove Chris Taylor que desitja servir el seu país, s'allista voluntàriament a la guerra del Vietnam. És destinat a la 25 divisió d'infanteria, en una secció (platoon en anglès significa secció militar) que ha sofert pèrdues en recents combats. El seu entusiasme s'esvaeix ràpidament mentre efectua interminables patrulles dia i nit i s'esgota cavant forats que serveixen com a posició de defensa.
Després d'una emboscada en la qual és lleugerament ferit, Taylor s'integra a poc a poc amb els soldats més experimentats.
En una operació a la jungla, la seva unitat descobreix un complex de búnquers. Mentre excaven un amagatall, dos soldats són morts per una bomba trampa. Després d'haver marxat dels búnquers, els soldats descobreixen el cadàver d'un dels seus, desaparegut mentre que era apostat com a sentinella en el moment de l'escorcoll dels búnquers. La unitat persegueix llavors la seva ruta fins a un poble camperol on haurien estat vistos combatents Vietcong. Hi troben aliments en massa i dels amagatalls d'armes. Els habitants diuen haver estat forçats per les forces vietnamites del nord a ajudar-los. Cansats, els soldats passen la seva frustració relativa a la pèrdua recent dels seus camarades sobre diversos pagesos que torturen i maten. En el moment d'un interrogatori, el sergent Barnes executa la dona del cap de poble davant els ulls de nombrosos soldats i amenaça la seva filla quan el sergent Elias intervé. Segueix una baralla entre els dos homes. Per la seva banda, Taylor salva dues noies del poble a punt de ser violades per diversos soldats. La secció se'n va després d'haver calat foc al poble.

## Comentari
L'assumpte central de la pel·lícula és el combat dels dos sergents, Barnes i Elias, dues figures paternals per al jove soldat que vacil·la entre els dos. Barnes simbolitza la força brutal, cega, el braç armat d'un Estat, que no sap més que matar. Finalment, aquesta força resulta incontrolable. Al Contrari Elias és la consciència moral, que es nega a degradar-se, fins i tot quan l'enemic és cruel. Representa una cara cristiana a la pel·lícula, moltes vegades es veu els braços en creu, sobretot quan mor. És també el més lúcid, no creu en la victòria. Finalment, com diu al final de la pel·lícula, Taylor se sent com nascut d'aquests dos pares diferents. A un segon nivell, s'hi pot veure una Amèrica escindida entre els que volen una victòria quin que en sigui el preu i els que pensen que en aquest joc Amèrica perd la seva ànima en un conflicte perdut per endavant.
Aquesta pel·lícula mostra aspectes pertorbadors de la guerra del Vietnam, com l'abús d'autoritat dels soldats endurits, l'assassinat d'oficials impopulars (es parlava de «fragging»), el fet que la majoria dels simples soldats són pobres, les represàlies sobre la població civil. Es pot fer un paral·lel autobiogràfic, Stone ell mateix havent-se allistat voluntàriament. Però la pel·lícula no és per això menys antipatriòtica o antiguerra.
Per tal de preparar-los pels seu papers, Oliver Stone i el seu conseller militar, Daye Dale, van decidir recrear un camp d'entrenament i fer sofrir als actors dues setmanes d'entrenament a la guerra tal com era el 1967-68. El programa comprenia marxes a peu, emboscades, torns de guàrdia, dels atacs nocturns...
El resultat va ser impregnar els actors a la vida dels verdaders soldats al Vietnam i fer-los perdre el seu aspecte "civil" i fer-los esdevenir soldats amb els quals els veterans es podien identificar.

## Repartiment
- Charlie Sheen: el soldat Chris Taylor / el narrador
- Tom Berenger: el sergent Bob Barnes
- Willem Dafoe: el sergent Elias
- Forest Whitaker: Big Harold
- Francesco Quinn: Rhah
- John C. McGinley: el sergent Red O'Neill
- Richard Edson: Sal
- Keith David: King
- Kevin Dillon: Bunny
- Reggie Johnson: Junior
- Johnny Depp: Lerner
- Oliver Stone: un soldat
- Mark Moses: el tinent Wolf
- Chris Pedersen: Crawford
- Tony Todd: Warren
- David Neidorf: Tex

## Premis i nominacions

### Premis
El 1987, la pel·lícula va obtenir 3 Premi Globus d'Or:
- Globus d'Or a la millor pel·lícula dramàtica
- Globus d'Or al millor director per Oliver Stone
- Globus d'Or al millor actor secundari per Tom Berenger

quatre Oscars:
- Oscar a la millor pel·lícula
- Oscar al millor director
- Oscar al millor muntatge
- Oscar al millor so

i dos premis BAFTAs:
- BAFTA a la millor direcció
- BAFTA al millor muntatge

Oliver Stone va guanyar també l'Os de Plata a la millor direcció al Festival Internacional de Cinema de Berlín.

### Nominacions
- Oscar al millor actor secundari per Tom Berenger i Willem Dafoe
- BAFTA a la millor fotografia